# Wirtschaft & Weiterbildung
Wirtschaft & Weiterbildung: Das Magazin für Weiterbildungs-Professionals (Eigenschreibweise: wirtschaft & weiterbildung) war ein deutsches Fachmagazin für berufliche Weiterbildung. Es erschien von 2009 bis 2023 11-mal pro Jahr beim Fachverlag Haufe-Lexware in Freiburg im Breisgau. Chefredakteur war Martin Pichler. Es behandelte die Entwicklung in den Bereichen Führung, Personalentwicklung und Technologieeinsatz.